# Pitohui gris
Colluricincla harmonica
Espèce
Statut de conservation UICN

 LC  : Préoccupation mineure
Le Pitohui gris (Colluricincla harmonica) est l'une des espèces d'oiseaux chanteurs les plus appréciées et les plus distinctives de l'Australasie. Elle est commune à modérément commune dans la plus grande partie de l'Australie, mais absente des zones les plus sèches des déserts de l'intérieur. On la trouve également en Nouvelle-Guinée.

## Description

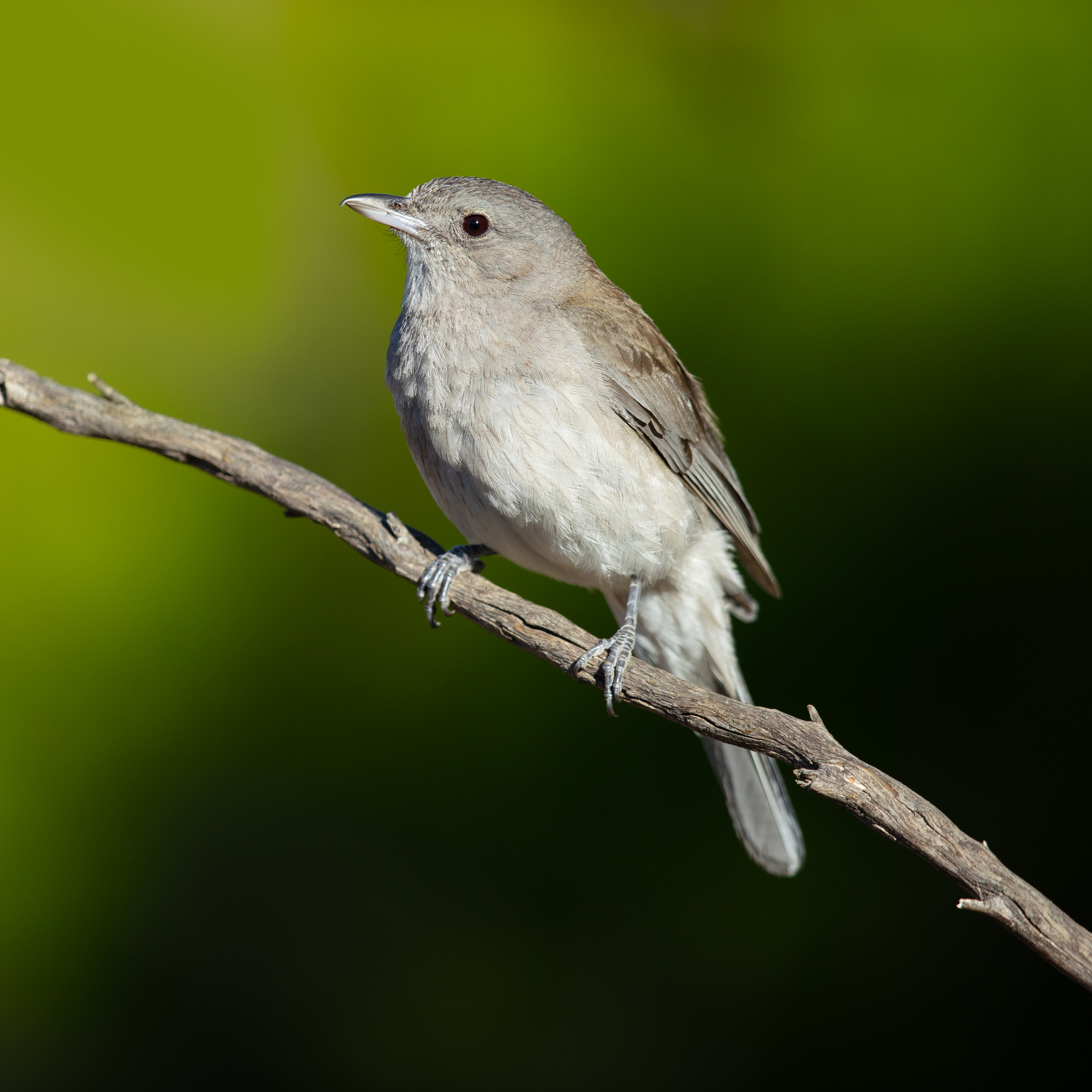
Un pitohui gris sur une branche vers la Victoria (État). Décembre 2021.

De taille moyenne (environ 24 cm de long) et dépourvu de couleurs vives, le Pitohui gris a un don extraordinaire pour siffler des mélodies et est inégalé par les autres espèces d'oiseaux australasiennes  sauf peut-être les deux oiseaux-lyres et son cousin, le Pitohui des rochers.

## Sous-espèces
Selon la classification de référence du Congrès ornithologique international (version 9.2, 2019), cette espèce est représentée par cinq sous-espèces :
- Colluricincla harmonica brunnea  Gould, 1841
- Colluricincla harmonica superciliosa  Masters, 1876
- Colluricincla harmonica harmonica  (Latham, 1802)
- Colluricincla harmonica strigata  Swainson, 1838
- Colluricincla harmonica rufiventris  Gould, 1841

Sous-espèce supplémentaire reconnue par The Clements Checklist of Birds of the World, 6e édition (révisée 2008) :
- Colluricincla harmonica tachycrypta

Ces sous-espèces reconnues dans la 5e édition (révisée 2005) de Clements ne sont plus reconnues :
- Colluricincla harmonica roebucki
- Colluricincla harmonica parryi
- Colluricincla harmonica julietae
- Colluricincla harmonica pallescens
- Colluricincla harmonica halmaturina
- Colluricincla harmonica anda
- Colluricincla harmonica whitei